# Palidoro
 (février 2023).
Si vous disposez d'ouvrages ou d'articles de référence ou si vous connaissez des sites web de qualité traitant du thème abordé ici, merci de compléter l'article en donnant les références utiles à sa vérifiabilité et en les liant à la section « Notes et références ».
Palidoro est une zona di Roma (zone de Rome) située à l'ouest de Rome, sur la commune de Fiumicino, dans l'Agro Romano en Italie. Elle est désignée dans la nomenclature administrative par Z.XLVII.

## Histoire
C'est dans ce quartier de Torre di Palidro que le 23 septembre 1943 le brigadier des carabinieri Salvo D'Acquisto s'est désigné volontaire pour être fusillé par les Allemands afin d'épargner 21 personnes qui devaient l'être en représailles.

## Lieux particuliers
- La Torre di Palidro ou Torre Perla
- La villa romaine à Marina di San Nicola
- Le monument à Salvo D'Acquisto